# Dalian Atkinson
Dalian Robert Atkinson (Shrewsbury, Shropshire, 21 de març de 1968 - Telford, 15 d'agost de 2016) va ser un futbolista anglès, que ocupava la posició de davanter.
Al llarg de la seua carrera va militar en diversos clubs de la Football League i de la Premier League, com ara Ipswich Town FC, Sheffield Wednesday FC, Aston Villa FC o Manchester City FC, a la lliga espanyola amb la Reial Societat, a la Ligue 1 per al FC Metz i a la lliga turca amb Fenerbahçe SK. També va tenir diverses estades a clubs asiàtics.
És recordat sobretot per un gol contra Wimbledon FC, reconegut com el Gol de la Temporada per la BBC. El 1994, jugant amb l'Aston Villa FC, va marcar el gol decisiu a la final de la Copa de la Lliga, davant el Manchester United FC.
Va començar a destacar a l'Ipswich Town FC, sent fitxat pel Sheffield Wednesday FC per 450.000 lliures. Un any després, la Reial Societat pagava 1,7 milions de lliures per incorporar-lo a la disciplina basca. Entre 1991 i 1995 va formar parella atacant amb Dean Saunders a l'Aston Villa, abans de recalar a la lliga turca. El Fenerbahce el cedeix al Metz i al Manchester City. La part de la seua carrera la passa a l'Aràbia Saudita i a Corea del Sur.
Morí circumstàncies poc clares en un incident amb la policia quan va ser tocat per una pistola taser.